# Шевченко Володимир Петрович (кібернетик)
Шевченко Володимир Петрович (20 травня 1949, Київ) — український кібернетик, педагог, кандидат фізико-математичних наук (1980).

## Життєпис
1971 року закінчив факультет кібернетики Київського національного університету імені Тараса Шевченка.
Працює в Київському університеті після його закінчення: асистент, старший викладач, доцент кафедри теоретичної кібернетики, доцент кафедри інтелектуальних програмних систем.
Кандидатська дисертація «Паралельні обчислення в алгебрі складених об'єктів» (1980).
Перебував на різних адміністративних посадах 1982-89 — заступник декана з науково-педагогічної роботи факультету кібернетики, 1990-99 — начальник Обчислювального центру Київського національного університету, з 2008-18 — проректор з виховної роботи.

## Наукові інтереси
- складність обчислень
- розробка інформаційних систем

## Відзнаки
- орденом «За заслуги ІІІ ступеня» (2009)
- Премія імені Тараса Шевченка Київського національного університету імені Тараса Шевченка (2004)